# Кам'янське-Лівобережне
Кам'янське-Лівобережне (до 23 березня 2017 року — Дніпродзержи́нськ-Лівобере́жний) — пасажирський зупинний пункт (з 2015 року) Дніпровської дирекції Придніпровської залізниці на електрифікованій лінії Самар-Дніпровський — Воскобійня між станціями Кам'янське (16 км) та Балівка (14 км). Розташований у передмісті Кам'янського, на лівому березі річки Дніпро.

## Пасажирське сполучення
До березня 2020 року по вихідним дням курсувала одна пара приміських електропоїздів сполученням Дніпро — Балівка. Наразі пасажирське сполучення припинено на невизначений час. 